# Altos del Rosario
Altos del Rosario es un municipio de Colombia, situado en el sur del departamento de Bolívar. Su cabecera municipal se encuentra sobre la orilla izquierda del brazo El Rosario en la subregión de Loba. Limita al norte y oriente con el municipio de Barranco de Loba, al occidente con el municipio de Pinillos y al sur con el municipio de Tiquisio.
El municipio es tema de una canción que compuso e interpretó Alejandro Durán con el nombre "Altos del Rosario". Carlos Vives le hizo una versión fusión en su álbum Clásicos de la Provincia.

## División Político-Administrativa
Aparte de su Cabecera municipal. Altos del Rosario tiene bajo su jurisdicción los centros poblados:
- Cardales
- El Rubio
- La Pacha
- San Isidro
- San Isidro - Pueblo Santo
- Santa Lucía

## Estructura organizacional municipal
| Altos del Rosario | Altos del Rosario | Altos del Rosario          |
| Departamento      | Código DANE       | Categoría municipal (2023) |
| ----------------- | ----------------- | -------------------------- |
| Bolívar           | 13030             | Sexta                      |

- Personería: Es un centro del Ministerio Público de Colombia que ejerce, vigila y hace control sobre la gestión de las alcaldías y entes descentralizados; velan por la promoción y protección de los derechos humanos; vigilan el debido proceso, la conservación del medio ambiente, el patrimonio público y la prestación eficiente de los servicios públicos, garantizando a la ciudadanía la defensa de sus derechos e intereses.

- Concejo Municipal: Es la suprema autoridad política del municipio. En materia administrativa sus atribuciones son de carácter normativo. También le corresponde vigilar y hacer control político a la administración municipal. Se regulan por los reglamentos internos de la corporación en el marco de la Constitución Política Colombiana (artículo 313) y las leyes, en especial la Ley 136 de 1994 y la Ley 1551 de 2012.

Constituido por 11 concejales por un periodo de 4 años.
- Alcaldía Municipal: En esta se encuentra la administración municipal y las entidades descentralizadas del municipio.

El Alcalde se pronuncia mediante decretos y se desempeña como representante legal, judicial y extrajudicial del municipio. El actual Alcalde municipal es Juan Romo Pérez (2024-2027), elegido por voto popular.
- JAL.

## Servicios públicos
- Energía Eléctrica: Afinia, del grupo EPM, es la empresa prestadora del servicio de energía eléctrica.
- Gas Natural: Surtigas es la empresa distribuidora y comercializadora de gas natural en el municipio.